# Apollo–18
Az Apollo-program egyik törölt missziója, a programban fel nem használt Saturn V hordozórakétákat a Skylab pályára állítása során, majd az amerikai-szovjet közös űrrepülés Szojuz–Apollo-program során használták fel. A program hátralévő részét az érdeklődés hiánya miatt törölték. Az Apollo-programot eredetileg 20, később költségvetési okok miatt 18 küldetésesre tervezték. Végül 17 küldetést hajtottak végre.
A küldetés fiktív történetéről a 2011-es Apollo-18 című thriller-áldokumentumfilm szól.

## Kijelölt személyzet
- Richard Francis (Dick) Gordon Jr. – parancsnok
- Vance DeVoe Brand – Parancsnoki modul pilótája
- Harrison Schmitt – Hold modul pilótája

A módosított költségvetés után az utolsónak tervezett Hold misszió. Már a Saturn-5 hordozórakétát is legyártották, de költségvetési okok és a közvélemény érdektelensége miatt lefújták a kilövést. Az Apollo-program így az Apollo–17 missziójával fejeződött be.